# Behar Ramadani
Behar Ramadani (Scutari, 6 aprile 1990) è un calciatore albanese, centrocampista del Luftëtari.

## Carriera

### Club
Il 9 settembre 2015 viene acquistato a titolo definitivo dalla squadra albanese del Luftëtari.